# Boazyt
Boazyt (bułg. Боазът) – wieś podlegająca administracyjnie pod obszar wsi Stołyt, w środkowej Bułgarii, w obwodzie Gabrowo, w gminie Sewliewo. Według danych Narodowego Instytutu Statystycznego, 31 grudnia 2011 roku wieś liczyła 50 mieszkańców.